# Mihail Corbuleanu
Mihail Corbuleanu (n. 5 iunie 1894, Vlădești, Argeș, România – d. 3 iulie 1973, București, România) a fost un general și diplomat român, care a luptat în cel de-al Doilea Război Mondial.
Militar de carieră, stat-majorist la diverse unități, între 1944 - 1945 este la comanda unor unități pe Frontul de Vest, a lucrat în cadrul Secretariatului General pentru aplicarea Armistițiului din 1944, fiind decorat cu ordinul „Mihai Viteazul” și medalia sovietică „Victoria”, iar apoi a fost recrutat de Securitate.
Memorialist al campaniei din Vest, Mihail Corbuleanu a scris De pe Mureș pe Morava (București: Editura militară, 1970).

## Carieră
- 1940 - 1944 - Atașat militar la Roma.[2]
- 10 noiembrie 1944 - 15 decembrie 1944 - Comandantul Diviziei 6 Infanterie.
- 1944 - Secretariatului General pentru aplicarea Armistițiului.
- 1948 - Ofiter acoperit în cadrul nou înființatei Direcții Generale a Securității Poporului (DGSP) pe probleme de contraspionaj militar

A fost decorat la 4 august 1945 cu Ordinul Militar „Mihai Viteazul” cu spade, clasa III, „pentru bravura deosebită, avântul și destoinicia de care a dat dovadă pe câmpul de luptă, distingându-se în special în acțiunile ofensive de pe valea Hernadului (15-23 Decembrie 1944), unde reușind să rupă dispozitivul inamic, după o pătrundere de 15 km, cucerește satul Faj, înlesnind astfel înaintarea diviziilor vecine, precum și în acțiunile grele pentru cucerirea masivului păduros de la Sud de Varhosszuret și a orașului Rosenau (11-23 Iannarie 1945), cu care ocazie se capturează mulți prizonieri, armament și material de război”.
Generalul de divizie Mihail Corbuleanu a fost trecut în cadrul disponibil la 9 august 1946, în baza legii nr. 433 din 1946, și apoi, din oficiu, în poziția de rezervă la 9 august 1947.
Începând cu data de 28 August 1948 este reactivat și își continuă activitatea în cadrul DGSP unde, alături de gen-mr. Alexandru Nicolski și gen-mr. Vladimir Mazuru, inițiază o campanie de epurări după modelul stalinist, în urma căreia sunt eliminați ofițerii ce nu împartășeau noua ideologie comunistă. Generalul Corbuleanu a avut un rol important în această campanie prin care a .instrumentat așa-numitele "infracțiuni ce primejduiesc regimul democratic și securitatea poporului".

## Scrieri
Mihail Corbuleanu, De pe Mureș pe Morava, (București: Editura Militară, 1970)

## Grade militare
- 1943 - Colonel.
- 1944 - General de brigadă.
- 1944 - 1945 - General de divizie.

## Decorații
- Ordinul „Steaua României” în gradul de ofițer (8 iunie 1940)[6]
- Ordinul „Mihai Viteazul” cu spade, cl. a III-a (4 august 1945)[3]
- Medalia sovietică „Victoria”[necesită citare]
- Ordinul „23 August” clasa a III-a (10 august 1964) „pentru merite deosebite în opera de construire a socialismului, cu prilejul celei de a XX-a aniversări a eliberării patriei”[7]